# Округ Ренвил (Минесота)
Ренвил (енгл. Renville County) је округ у америчкој савезној држави Минесота.

## Демографија
По попису из 2010. године број становника је 15.730, што је 1.424 (-8,3%) становника мање него 2000. године.
| Група             | 2000.          | 2010.          |
| Белци             | 16.085 (93,8%) | 14.351 (91,2%) |
| Афроамериканци    | 10 (0,1%)      | 44 (0,3%)      |
| Азијати           | 35 (0,2%)      | 54 (0,3%)      |
| Хиспаноамериканци | 876 (5,1%)     | 1.046 (6,6%)   |
| Укупно            | 17.154         | 15.730         |